# Chadli Bendjedid
Chadli Bendjedid (en árabe: شاذلي بن جديد) (Bouteldja, 14 de abril de 1929 - Argel, 6 de octubre de 2012) fue un político argelino, presidente de Argelia entre el 9 de febrero de 1979 y el 11 de enero de 1992. Sirvió como oficial en el Ejército francés antes de desertar e integrarse en el Frente Nacional de Liberación (FLN) en el inicio de la Guerra de la Independencia. Fue ministro de Defensa desde noviembre de 1978 a febrero de 1979, y fue nombrado Presidente del país a la muerte de Houari Boumédiène.

## Carrera política
Como Presidente, redujo el papel del Estado en la economía y adopta un giro liberal en las cuestiones sociales, incluida la adopción en 1984 de un nuevo código de la familia considerado retrógrado para los derechos de las mujeres. A finales de los años 1980, cuando la economía del país entró en crisis como consecuencia de la caída del precio del petróleo, arreciaron las protestas contra el FLN que gobernaba en un sistema de partido único. Entonces inició el proceso de democratización hacia un sistema multipartidista. Pero, en 1991, una intervención militar paralizó el proceso de las elecciones legislativas para evitar el triunfo del Frente Islámico de Salvación, forzando a Bendjedid a la dimisión, y dándose inicio a la guerra civil argelina.
Desde principios del año 2012 fue internado en un hospital militar de la ciudad de Argel, debido a un cáncer de próstata, al que se sumó posteriormente una insuficiencia renal.
Falleció el 6 de octubre de ese año. El gobierno decretó un duelo nacional de ocho horas en su honor.